# Linda Eglīte
Linda Eglīte (Valmiera, 15 maggio 1977) è un'ex cestista lettone.

## Carriera
Con la Lettonia ha disputato i Campionati europei del 1999.